# アジアリーグアイスホッケー2020-2021
アジアリーグアイスホッケー ジャパンカップ2020は、2020年から2021年まで行われる予定だったアジアリーグアイスホッケーの18回目のシーズンの代替大会として開催されたアイスホッケーのリーグ戦である。
当初は2019-20シーズンまでと同じように、アジア近隣諸国のチームも交えたリーグ戦として開催する予定になっていたが、新型コロナウイルス感染症の世界的流行 (2019年-)により、アジア近隣諸国のチームの出場が中止され、代わりに日本国内の5チームのみによる1部リーグとしてのリーグ戦を開催することになった。
なお上記公式発表があった段階では、アジアリーグに参加する大韓民国とロシアのチームを交えた、代替トーナメントの開催を検討するとしていた。

## 開催要項
- 日本のアジアリーグアイスホッケーに加盟する5チームが参加する。
- 日本勢のみでの1部リーグ戦は日本アイスホッケーリーグが休止した2003－04年度以来となる。[3]
- 8回戦総当たりで1チームあたり32試合行う。
- 開催期間 2020年10月10日～2021年3月28日
- 試合の勝敗決定方法
  - 3ピリオド60分。同点の場合、サドンデス方式の延長戦（5分・3人制）を行い、さらにそれでも決着がつかず引き分けとなった場合はペナルティーショット合戦を行う。
- 順位決定の方法
  - 勝率によって決定するが、全体の日程の3/4に当たる24試合以上を消化することを成立条件とする。勝率が同じ場合は当該チーム間における

1. 直接対戦成績で勝ち星の多いチーム
2. 延長戦負けの少ないチーム
3. ペナルティーショット合戦負けが少ないチーム
4. ペナルティーショット合戦勝ちの少ないチーム
5. 60分勝ちの多いチーム
6. 総得点の上位
7. それでも同じ場合は成立全試合の総得点の上位
8. 得失点差の上位
9. ペナルティー時間の合計で少ないチームを参考として順位を確定させる。

- 登録選手

1. 1チームにつき2名まで外国人枠の登録を認める。
2. 自国籍保有選手以外は外国人枠外登録とみなす。
3. 1チームの登録上限は40名までとする。
4. 追加登録締め切り2020年12月31日

## 出場チーム
以下の5チームである。
- 王子イーグルス
- ひがし北海道クレインズ
- 東北フリーブレイズ
- H.C.栃木日光アイスバックス
- 横浜グリッツ (新規参入)

## 開幕戦
ひがし北海道vs栃木日光
| ひがし北海道クレインズ                                                         | 3-4 (1-0, 1-1, 1-2, OT0-1) | H.C.栃木日光アイスバックス                                                                                   |
| ------------------------------------------------------------------------------ | -------------------------- | --- |
| 梁取 (入倉, 松野) 1P(14:01) 寺尾 (河合龍) 2P(4:34) 松金 (入倉, 池田) 3P(12:53) |                            | 寺尾 (相馬, 大椋) 2P(9:47) 岩本 (古橋, 佐藤) 3P(3:10) 大椋 (寺尾, 坂田) 3P(16:28) 古橋 (坂田, 福藤) OT(2:32) |

## 表彰

### 最優秀選手
| 部門       | 受賞者   | 所属           |
| 最優秀選手 | 中島彰吾 | 王子イーグルス |

### ベスト6
| 部門                   | 受賞者               | 所属                   |
| ベストプレイメイクFW   | 中島彰吾             | 王子イーグルス         |
| ベストオフェンシブFW   | 中屋敷侑史           | 王子イーグルス         |
| ベストディフェンシブFW | 古橋真来             | 栃木日光アイスバックス |
| ベストオフェンシブDF   | 橋本僚               | 王子ーグルス           |
| ベストディフェンシブDF | デニス・シモン       | 東北フリーブレイズ     |
| ベストGK               | ヤニス・オージンシュ | ひがし北海道クレインズ |

### 個人タイトル
| 部門           | 受賞者               | チーム                 | 成績 |
| 最多得点       | 中島彰吾、中屋敷侑史 | 王子イーグルス         | 18   |
| 最多アシスト   | 中島彰吾             | 王子イーグルス         | 27   |
| 最多ポイント   | 中島彰吾             | 王子イーグルス         | 45   |
| 最優秀防御率GK | ヤニス・オージンシュ | ひがし北海道クレインズ | 2.03 |

### その他
| 部門                         | 受賞者           | 所属                   |
| ヤングガイ・オブ・ザ・イヤー | 齊藤大知         | ひがし北海道クレインズ |
| ベストレフリー               | キモ・ホッカネン |                        |

## 順位表
| 順位 | チーム                     | GP | W  | OTW | SOW | SOL | OTL | L  | Goals  | Pts |
| ---- | -------------------------- | -- | -- | --- | --- | --- | --- | -- | ------ | --- |
| 1    | 王子イーグルス             | 24 | 17 | 2   | 1   | 0   | 0   | 4  | 125:50 | 57  |
| 2    | ひがし北海道クレインズ     | 20 | 11 | 0   | 0   | 3   | 2   | 4  | 62:50  | 38  |
| 3    | H.C.栃木日光アイスバックス | 22 | 7  | 3   | 2   | 1   | 2   | 7  | 68:67  | 34  |
| 4    | 東北フリーブレイズ         | 22 | 6  | 2   | 1   | 0   | 2   | 11 | 65:91  | 26  |
| 5    | 横浜グリッツ               | 16 | 0  | 0   | 0   | 0   | 1   | 15 | 31:93  | 1   |

- GP:試合数、W:60分勝利、OTW:延長戦勝利、SOW:シュートアウト勝利、SOL:シュートアウト負け、OTL:延長戦負け、L:60分負け、Goals:総得点と総失点、Pts:勝点